# أنديرا إيليك
أنديرا إيليك هي لاعبة كرة قدم صربية، ولدت في 17 نوفمبر 1986 في ياغودينا في صربيا. شاركت مع منتخب صربيا لكرة القدم للسيدات. أما مع النوادي، فقد لعبت مع ŽFK Mašinac PZP Niš ‏.

## وصلات خارجية
- أنديرا إيليك على موقع الاتحاد الأوربي (الإنجليزية)
- أنديرا إيليك على موقع قاعدة بيانات كرة القدم.إي يو (الإنجليزية)